# Gora Camara
Gora Camara (Dakar, 12 aprile 2001) è un cestista senegalese di formazione italiana.

## Carriera
Dopo gli inizi con la boxe, sport praticato dal padre ex pugile, Camara ha scelto di dedicarsi alla pallacanestro. È presto entrato a far parte della Dieda Basketball Academy della sua città natale Dakar.
Arrivato in Italia in occasione di un torneo giovanile, è stato notato dagli scout della Virtus Bologna che lo hanno tesserato a partire dalla stagione 2017-2018 inserendolo nel proprio vivaio. L'anno seguente ha anche esordito con la prima squadra, con cui ha collezionato tre apparizioni nella Basketball Champions League 2018-2019 che verrà vinta proprio dagli emiliani. Nel frattempo, nel dicembre 2018, a livello giovanile è stato votato MVP del torneo di qualificazione di Valencia dell'Adidas Next Generation Tournament, competizione giovanile organizzata dall'Eurolega.
Per la stagione 2019-2020 è stato girato alla Junior Casale Monferrato al fine di acquisire esperienza nel campionato di Serie A2. Ha chiuso il torneo con 5,3 punti e 3,6 rimbalzi in 15,3 minuti di media. L'anno seguente è rimasto a giocare nuovamente a Casale Monferrato in A2 ma nella nuova realtà locale, la JB Monferrato, che in estate aveva acquistato il titolo sportivo proprio dalla Junior. I suoi numeri rispetto all'anno precedente sono aumentati, dato che Camara ha chiuso il campionato con 9,2 punti e 8,6 rimbalzi di media in 26,0 minuti di utilizzo medio tra regular season e seconda fase. 
Nell'estate 2021 si è trasferito, sempre con la formula del prestito, alla Victoria Libertas Pesaro. Con gli adriatici ha disputato le prime 17 presenze in Serie A della sua carriera a cui si sono aggiunte 3 gare dei play-off, in un'annata conclusa complessivamente con medie pari a 2,5 punti e 2,4 rimbalzi negli 8,4 minuti a sua disposizione concessigli dai tecnici Aza Petrović prima e Luca Banchi poi.
Il 3 agosto 2022 è stata ufficializzata la permanenza di Camara nel roster la Virtus Bologna, squadra con cui il 29 settembre successivo ha vinto la Supercoppa Italiana grazie al successo per 72 a 69 in finale sulla Dinamo Sassari, incontro in cui il centro senegalese ha giocato 4 minuti. In 24 presenze di campionato con le vu nere tra regular season e play-off (persi dalla Virtus in gara 7 delle finali contro l'Olimpia Milano), Camara ha fatto registrare medie di 2,0 punti e 1,2 rimbalzi in 5,2 minuti a partita. In questa stagione ha fatto anche il debutto in Eurolega, con due presenze all'attivo.
Nel luglio 2023 è approdato in prestito annuale al Treviso Basket, altra formazione militante nella massima serie italiana. Con i veneti ha avuto medie pari a 3,0 punti e 2,9 rimbalzi in 10,1 minuti a gara.
Dal 20 luglio 2024 è diventato ufficialmente un giocatore di Rinascita Basket Rimini, formazione impegnata nella Serie A2 2024-2025. Nel suo primo anno in Romagna ha contribuito al secondo posto in classifica e al raggiungimento delle finali play-off (poi perse contro Cantù) con una media di 9,7 punti e 5,6 rimbalzi in 21,5 minuti a partita in stagione regolare, e 9,4 punti e 4,3 rimbalzi in 20,0 minuti ai play-off. Sia la società biancorossa che il giocatore hanno espresso l'intenzione di continuare insieme anche per la stagione 2025-2026.

## Palmarès

### Club

#### Competizioni nazionali
- Supercoppa italiana: 1

Virtus Bologna: 2022

#### Competizioni Internazionali
- Basketball Champions League: 1

Virtus Bologna: 2018-19